# Sociedade Esportiva Serveng Civilsan
A Sociedade Esportiva Serveng Civilsan foi um clube de futebol brasileiro, sediado em Brasília, no Distrito Federal. Disputava o Campeonato Brasiliense nos anos de na sua era amadora. Foi vice-campeão do campeonato no ano de 1970.
O clube é fruto da incorporação da empresa Serveng Serviços de Engenharia Ltda. à Civilsan Engenharia Civil e Sanitária S. A., que tornaram-se a Serveng-Civilsan S. A. Empresas Associadas de Engenharia.

## Vice-Campeonato Brasiliense de 1970
O Campeonato Brasiliense de 1970 foi disputado em dois turnos. No primeiro turno contava com dez clubes e o Civilsan se classificou para a próxima fase em terceiro lugar com a seguinte campanha: 09 J - 03 V - 05 E - 01 D - 14 GP - 10 GC.
O segundo turno decidiria o campeão e o Serveng Civilsan empatou em pontos com o Grêmio e tiveram que disputar o título entre eles.

### Final do campeonato
No primeiro jogo da final, o Civilsan atropelou o Grêmio vencendo por 6 x 2, com quatro gols do artilheiro do campeonato Arnaldo (com oito gols).Na sequencia o Grêmio venceu os dois outros jogos e foi campeão brasiliense.

#### Os jogos
- 24/01/1961 - Civilsan 6 x 2 Grêmio
- 31/01/1961 - Grêmio 2 x 1 Civilsan
- 07/02/1961 - Grêmio 2 x 1 Civilsan

## Diretoria
| Nome                           | Cargo                |
| ------------------------------ | -------------------- |
| Milton Almeida Soares da Silva | Presidente           |
| Clorisval Gomes Pereira        | Vice-Presidente      |
| Luiz José de Oliveira          | Diretor Secretário   |
| Ênio Lumazzini                 | Tesoureiro           |
| Laíze de Freitas               | Diretor Social       |
| Hafes Hallal                   | Diretor de Desportos |
| João Wellington Moura          | Diretor de Futebol   |